# Ústřičník americký
Ústřičník americký (Haematopus palliatus) je druh ústřičníka, který se vyskytuje v Severní a Jižní Americe. Výskyt druhu je vázán na pobřežní habitaty atlantského i pacifického pobřeží. Populace z Galapág utváří samostatný poddruh. Ústřičník americký je jediný druh ústřičníka s kombinací žluté duhovky a červeného očního kroužku; svrchní strana těla zahrnuje nejmenší množství bílého opeření ze všech ústřičníků.

## Systematika
Druh vědecky popsal nizozemský přírodovědec Coenraad Jacob Temminck v roce 1820. Rozeznávají se dva poddruhy s následujícím rozšířením.
- H. p. palliatus Temminck, 1820 – Severní a Jižní Amerika;
- H. p. galapagensis Ridgway, 1886 – Galapágy (kromě ostrovů Darwin a Wolf).

Druhové jméno palliatus pochází z latinského pallium, čili „plášť“.

## Popis

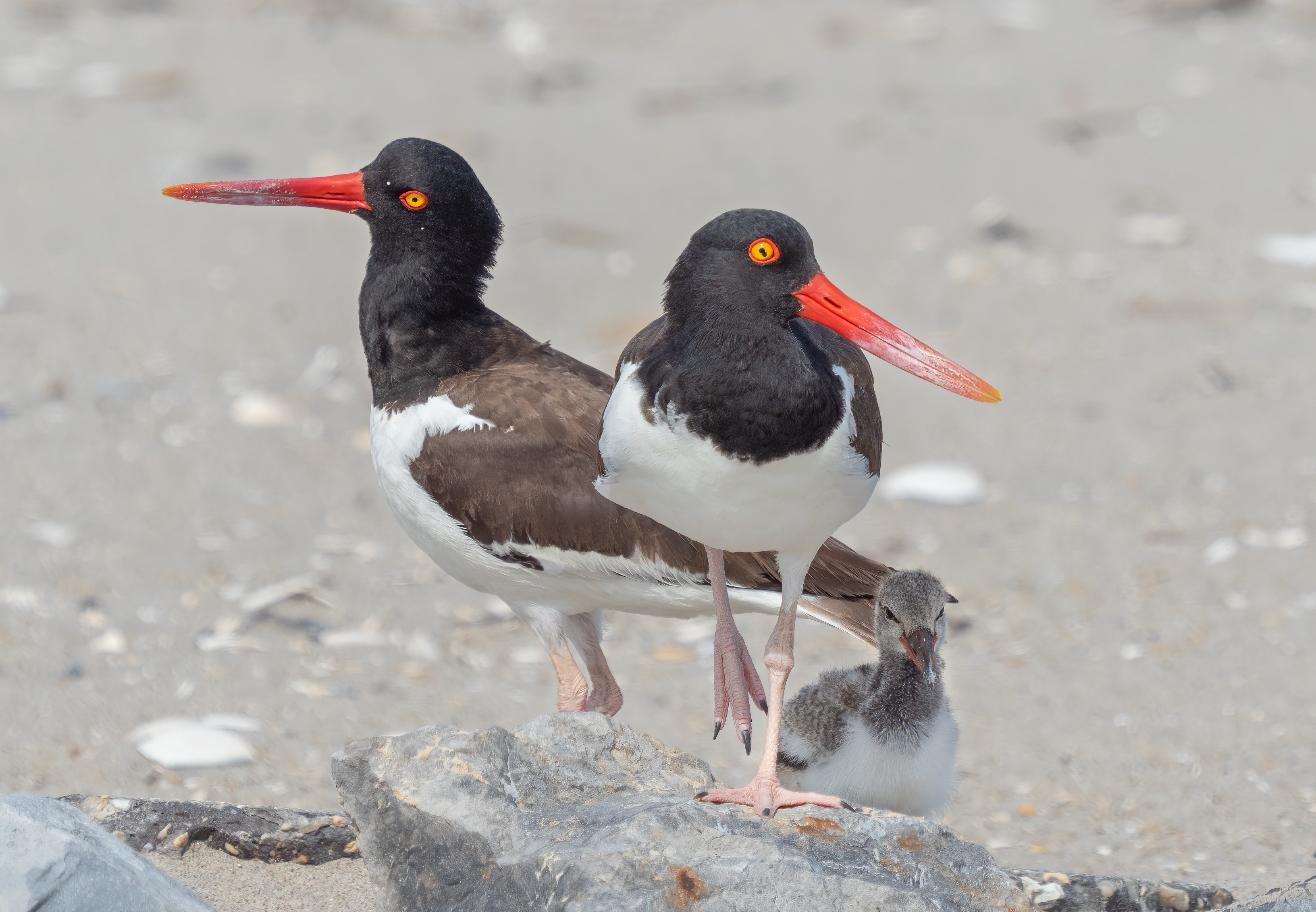
Pár ústřičníků s mládětem

Délka těla se pohybuje v rozmezí 40–44 cm, křídlo se dlouhé 232–275 mm, zobák 64–95 mm, běhák 49–68 mm, ocas 90–112 mm. Hmotnost dosahuje 400–700 g. Opeření hraje bílými, černými a hnědými odstíny s poměrně ostrými přechody. Svatební i prostý šat jsou stejné. Hlava, krk a hruď jsou černé. Zbytek svrchní části těla je z velké části hnědý, avšak ruční letky jsou černé, loketní letky mají černá zakončení, ocas je černý, přes střední část horní strany křídel se táhne bílý podélný pruh a horní ocasní krovky mají rovněž bílý příčný pruh. Spodina je bílá. Zobák je oranžovočervený se světlým koncem. Duhovky jsou žluté, oční kroužek oranžovočervený, silné nohy jsou světle růžové.
Juvenilní jedince se podobná dospělci, avšak všechna peří horní části těla, která jsou u dospělce tmavá, mají u juvenilního ptáka světle žlutohnědé skvrny. Juvenilní pták má v raném mládí růžově nahnědlý zobák s tmavším koncem, hnědou duhovku, bledě červený oční kroužek a bledě šedé nohy. Do dospělého šatu se obléká ve věku dvou let.

## Výskyt

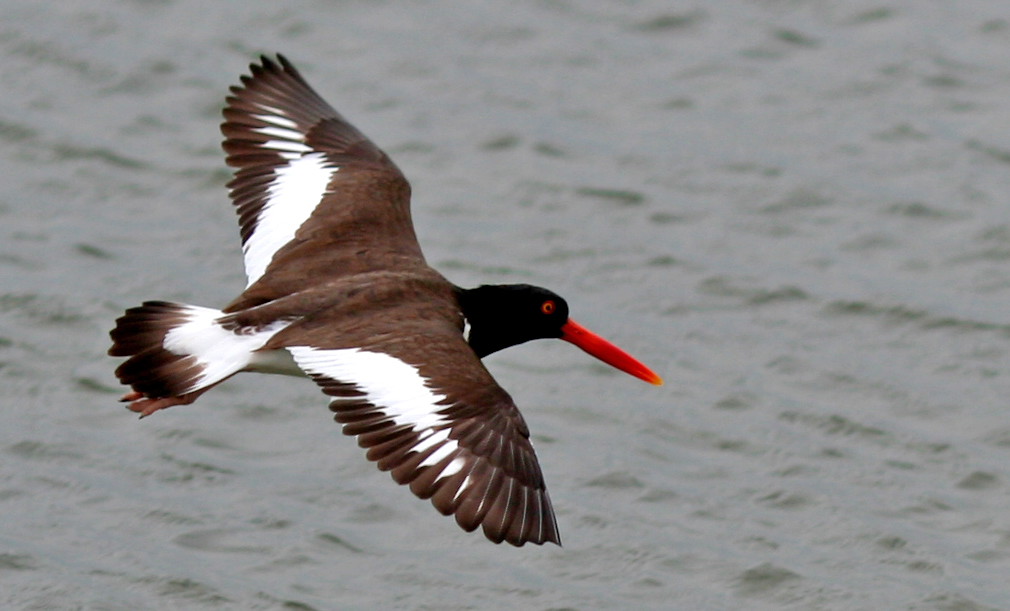
Letící ústřičník americký s patrným bílým pruhem na ocase a na křídlech

Vzhledem k tomu, že se ústřičník americký živí hlavně mořskými bezobratlými živočichy, které nachází podél oceánského pobřeží, je jeho výskyt vázán na mořské břehy. Na západě Amerik tvoří severní hranici areálu rozšíření ostrovy Coronado (severozápadní část Baja California), odkud se areál výskytu táhne jižním směrem přes Střední Ameriku po středojižního Chile. Na východním pobřeží Amerik se vyskytuje od jižní Argentiny na sever přes pobřeží Brazílie a Mexický záliv, Bahamy, Portoriko, Panenské ostrovy a Floridu až k Rhode Islandu. V roce 1999 bylo zaznamenáno hnízdění až v kanadském Novém Skotsku. Celková populace druhu se odhaduje na asi 43 000 jedinců.

## Biologie
Hlasový projev zahrnuje pisklavé, velmi hlasité uííu. Jedná se převážně o stálý druh, avšak po skončení hnízdění dochází k různě dlouhým potulkám. Zatímco někteří ústřičníci američtí mohou zůstávat na svém teritoriu po celý rok, u jiných jedinců dochází k disperzi až o stovkách kilometrů.

### Hnízdění

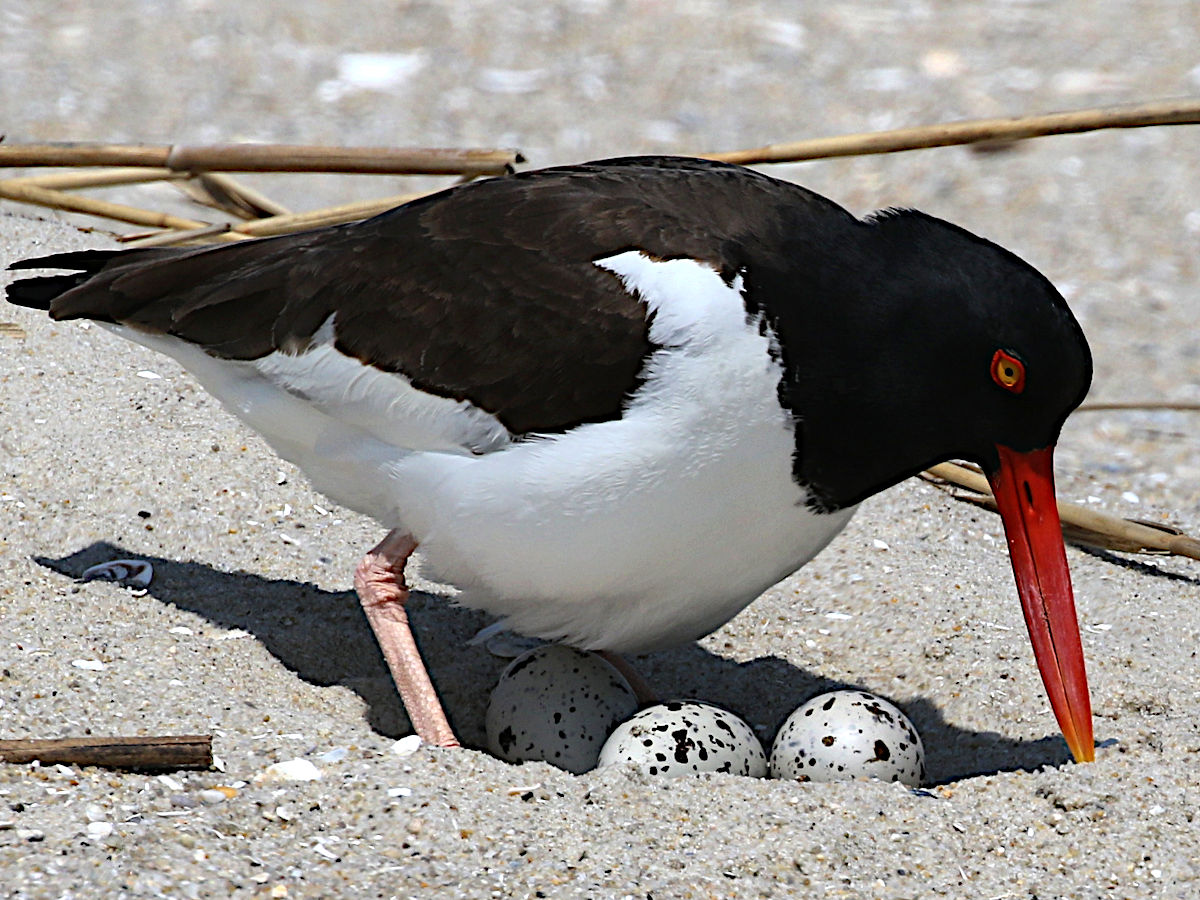
Ústřičník se snůškou

Utváří monogamní, občas dlouholeté páry. K námluvám dochází již počátkem jara. Ústřičníci američtí během námluv cupitají bok po boku podél pláže, vydávají pípavé zrychlující zvuky nebo vykonávají společné lety nad pláží. Pár ústřičníků někdy vyzve sousední pár ke společným námluvám a občas takto může dojít k předvádění zásnubních póz třemi páry najednou. Podobně jako další druhy ústřičníků, i ústřičníci američtí jsou silně teritoriální. Nezřídka si zakládají teritoria v blízkosti pelikánů hnědých (Pelecanus occidentalis) nebo zobounů amerických (Rynchops niger). Během hnízdění bývají agresivní a veškeré narušitele i téhož druhu zahání hlasitým pokřikem a nálety.

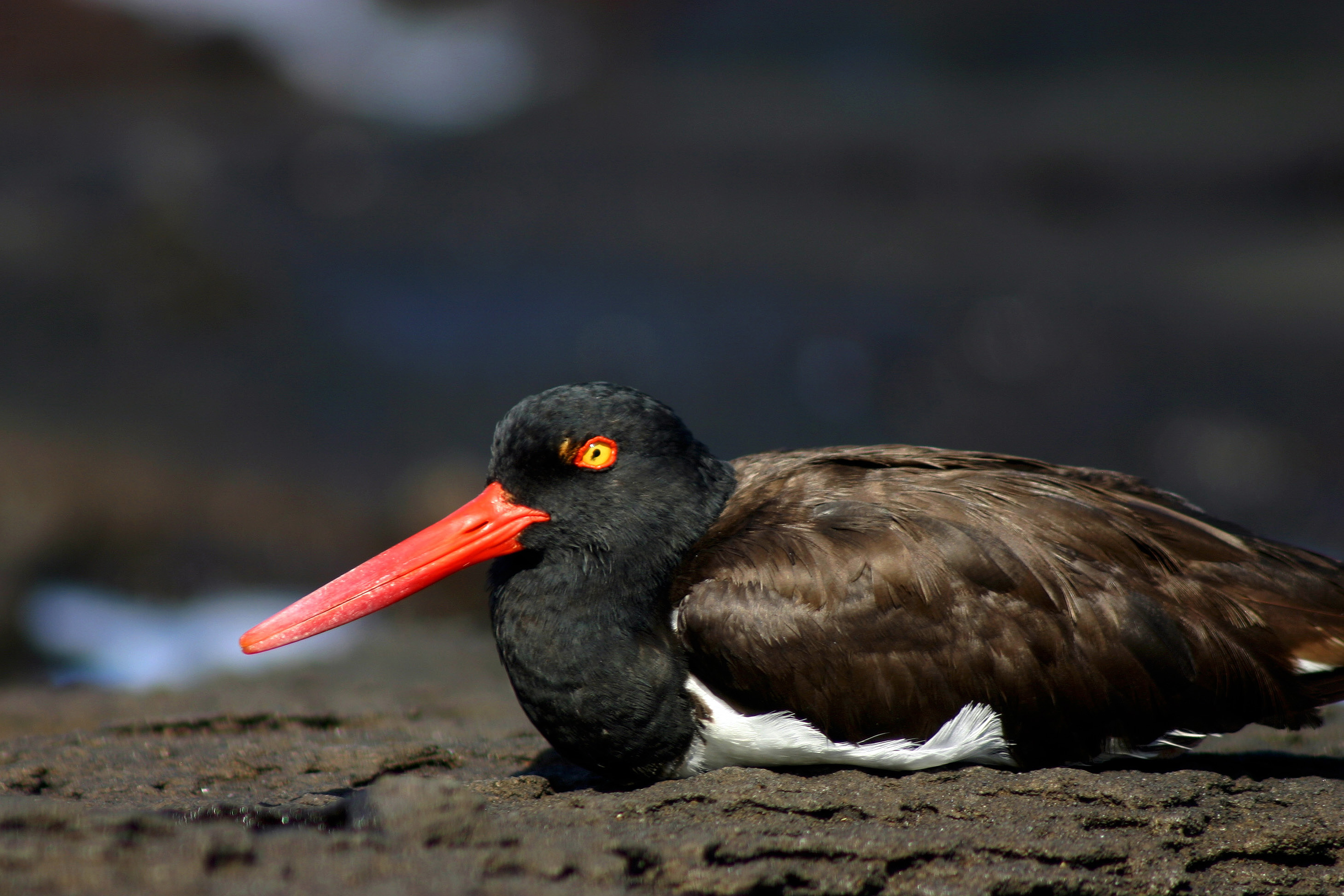
Pták sedící na hnízdě

Hnízdí na písčitých či štěrkových plážích v blízkosti moře. Samice vybírá místo k hnízdišti, které se typicky nachází ve vegetaci za nedalekou dunou. Hnízdo představuje jen mělký důlek v zemi bez jakékoliv vystýlky. Velikost snůšky se pohybuje mezi 2–4 vejci, které mají rozměr 40×57 mm. Vejce jsou šedá s tmavě hnědými flíčky. Inkubují oba partneři po dobu 24–28 dnů. Ptáčata se dovedou procházet kolem hnízda do 24 hodin po vyklubání.
K prvnímu letu dochází ve věku 34–40 dní, avšak mláďata jsou potravně závislá na rodičích až měsíc poté. Hnízdní úspěšnost závisí na lokaci. Během terénní studie v Brazílii byla většina snůšek vypleněna predátory. Podobně v Severní Karolíně byli hlavním viníkem zániku snůšek savčí predátoři. Může se dožít až 23 let.

### Potrava

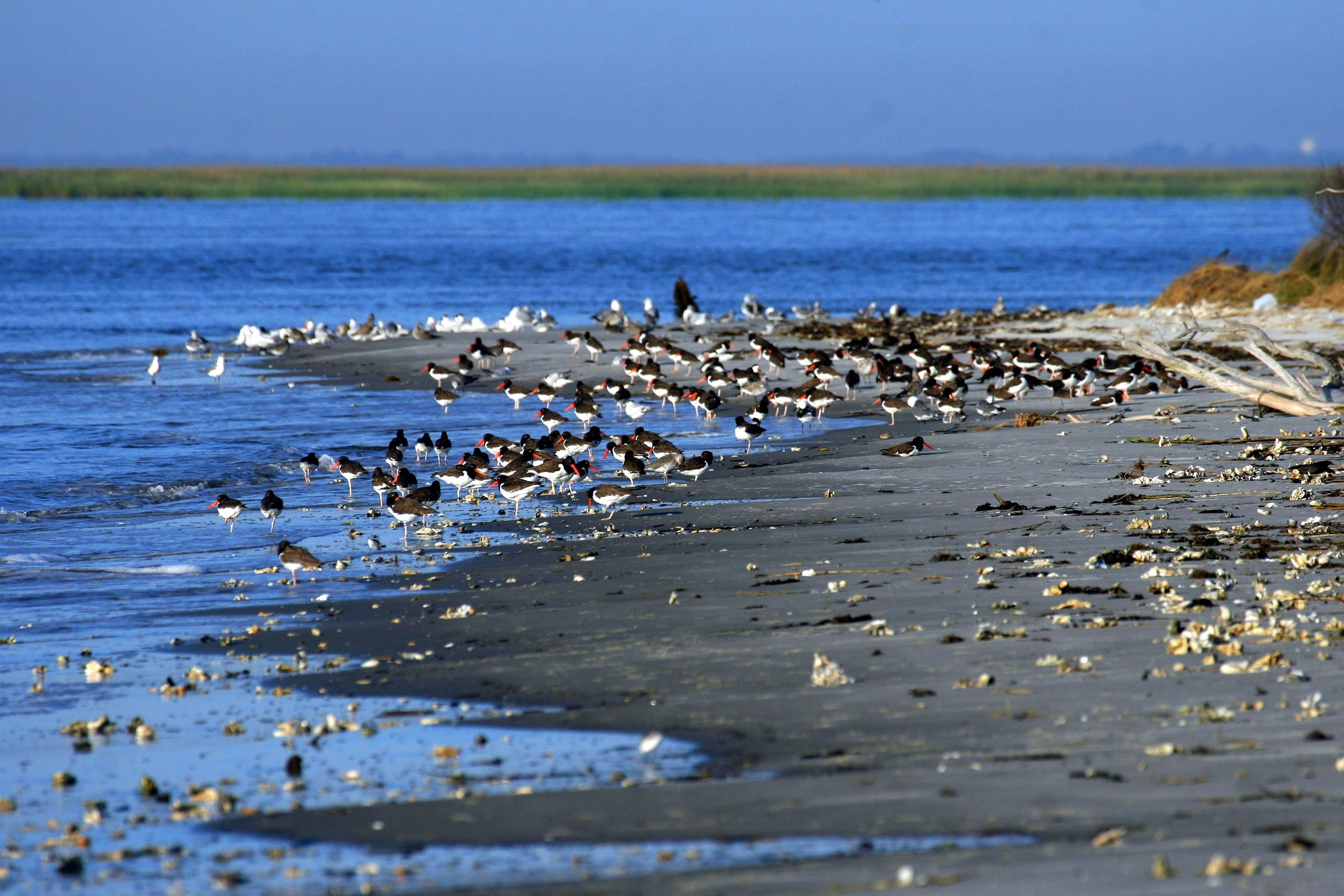
Ústřičníci američtí ve svém přirozeném prostředí (Georgia, USA)

Živí se převážně mlži, korýši, mnohoštětinatci a dalšími bezobratlými mořskými živočichy. Potravu sbírá v mělké pobřežní vodě, ve které se prochází a svým silným, poměrně mohutným jazykem vyzobává drobné živočichy ze dna moře. V případě nálezu živočicha v lastuře používá zobák k proklování přes jeho schránku k měkkému tělu. To je jejich velká výhoda, jelikož v jejich habitatu to jsou pouze velké druhy racků, kteří se naučili otevírat lastury, i když v jejich případě to je shazováním lastur z výše na zem.

## Ohrožení
Mezinárodní svaz ochrany přírody (IUCN) ve své zprávě o vyhodnocení populace ústřičníka amerického z roku 2017 považoval druh za málo dotčený se stabilní populací. V 19. století docházelo k masivnímu pronásledování ústřičníků amerických za účelem získání jejich peří a vajec. K moderním hrozbám patří hlavně zánik přirozených stanovišť, znečištění moři (hlavně plasty, které ústřičníci mohou zaměnit za jídlo), globální oteplování a rušení hnízdišť lidskými aktivitami.